# Bouli Miro
Bouli Miro est une pièce de théâtre de comédie pour la jeunesse, écrite par Fabrice Melquiot et publiée pour la première fois par les éditions L'Arche en septembre 2002.
L'histoire est suivie de Bouli redéboule, sorti en 2005 puis de deux autres suites, soit Wanted Petula et Bouli année zéro.

## Synopsis
Bouli naît obèse, avec neuf kilos, et dans une famille étrange. Il va devoir supporter moqueries et blessures intempestives de ses camarades. Lui et sa cousine Petula vont tomber amoureux l'un de l'autre. Va s'ensuivre de nombreuses gaffes et autres bévues, dont une grande fugue pour se faire marier par la reine d'Angleterre, Élisabeth II.
Cette aventure, avec ses personnages (de tous les âges) loufoques mais attachants, raconte la vie vue par un enfant, sous un aspect très comique.

## Personnages

### Principaux
Famille Rotondo-Binocla
- Bouli Miro[n 1] : Il est myope comme sa mère et obèse comme son père. Il est né « bleu de peur », peur qu'il gardera toute sa vie, mais atténura de plus en plus grâce à son père.
- Daddi Rotondo[n 2] : Il est très obèse (« comme un kiosque à journaux »[3]) et s'occupe énormément de son fils[3].
- Mama Binocla[n 3] : Elle est très myope, mais ne veut pas faire quoi que ce soit pour sa vue, déclarant être « allergique aux lunettes et aux lentilles »[3].

Famille Clark
- Petula Clark : C'est la cousine de Bouli, et son grand amour d'enfant. C'est elle qui dirige le duo.
- Jean-Michel Clark : Météorologue, c'est le frère de Mama Binocla, et il est parti vivre en Espagne pour travailler moins. De sa très grosse voix qui fait peur à Bouli, il est obligé de se faire opérer[3].
- Marie-Jeanne Clark : C'est la femme de Jean-Michel. Elle adore quand son mari fait « gazou », ce qui la rend encore plus folle.

Migrants albanais
Ce sont deux frères et sœurs orphelins qui fuient l'Albanie, leur pays natal, qui est en guerre.
- Milan : Il a de longs cheveux noirs bouclés et tombe amoureuxde Petula.
- Hanna : Elle tombe amoureuse de Bouli.

### Secondaires
- George W. Bush : président des États-Unis, il va féliciter Bouli pour ses performances de gymnaste.
- Sharon Stone : elle a tourné une publicité avec Bouli et le trouve très mignon, ce qui fait rendre jalouse Petula. Mais, finalement, dépressive face à l'amour que porte Bouli à Petula et non à elle, elle se réconcilie avec le chef de la gare de Calais.
- Chef de la gare de Calais : C'est le chef de la Gare de Calais - Fréthun, et il va bientôt partir à la retraite, même si l'envie ne le lui en dit pas. Il aide les quatre enfants en les laissant monter dans le train régional. Il va retrouver goût à la vie grâce à  l'amour de Sharon[3].

## Représentations
La première représentation de Bouli Miro eut lieu le 21 janvier 2003 au Théâtre des Jeunes Années à Lyon avec une mise en scène de Patrice Douchet. Les comédiens étaient Jacques Courtès, Sébastien Crinon, Stéphane Jaubertie, Marème N'Diaye et Elsa Royer,. Il s'agit de la première pièce pour jeune public présentée à la Comédie-Française, en décembre 2009.
Bouli Miro est également représentée par la compagnie Vent de passage au Festival d'Avignon en 2015 avec une mise en scène d'Anna Gérault.
Une version radiophonique réalisée par Marguerite Gateau est diffusée du 24 au 31 mars 2001 sur France Culture durant l'émission Le Pince-oreille de Nelly Le Normand.

## Publications
- L'Arche, septembre 2002  (ISBN 2-8518-1522-9)
- L'Arche, août 2015  (ISBN 978-2-8518-1522-4)